# Смолинци (Церквењак)
Смолинци (словен. Smolinci) су насељено место у општини Церквењак, Подравска регија, Словенија.

## Историја
До територијалне реорганизације у Словенији били су у саставу старе општине Ленарт.

## Становништво
У попису становништва из 2011. године, Смолинци су имали 138 становника.
| Број становника према пописима | Број становника према пописима | Број становника према пописима |
| ------------------------------ | ------------------------------ | ------------------------------ |
| 1991                           | 2002                           | 2011                           |
| 148                            | 127                            | 138                            |